# Десять коней
«Десять коней» — серия из десяти вертикальных свитков с изображением скакунов императора Цяньлуна, созданная придворным живописцем-миссионером Джузеппе Кастильоне (известным в Китае под принятым им именем Лан Шинин (郎世宁)). На данный момент находится в собрании Музея императорского дворца в Тайбэе.
Приехавший в Китай из Италии миссионер и живописец Джузеппе Кастильоне прославился при императорском дворе своими работами в анималистическом жанре. Наиболее многочисленными и известными стали его произведения с изображением лошадей, среди которых монументальный свиток «Сто лошадей» 1728 года, увидев который, император назвал автора главным придворным художником. Постепенно тема лошадей стала занимать центральное место в творчестве художника. Лошадь в Азии считалась символом скорости, выносливости и быстрой победы. Джузеппе Кастильони создавал изображения самих лошадей (помимо «Десяти коней» была создана серия «Четыре афганских скакуна»), конные портреты («Император Цяньлун в церемониальных доспехах на коне»), сцены во время охоты, изображения кавалеристов и конных лучников («Аюси преследует повстанцев с копьем»). 
В 1743 году Кастильоне получил заказ от императорского двора на создание изображений десяти скакунов, отправленных для императора из западных регионов в качестве дани. Лошадей отдали в дар главы племён ойратов, проживавших в районе или к северу от гор Тянь-Шаня. Имена для своих новых коней выбирал сам император, основываясь на характере и внешних чертах животного. Свитки создавались с 1743 по 1748 год. Портреты скакунов были выполнены практически в натуральную величину. Как и в других своих работах, художник сочетал европейские техники живописи с традиционными китайскими методами. Новаторскими элементами стали использование перспективы при изображении лошадей в разных позах (в этой серии отсутствуют элементы фона, и эффект перспективы достигается исключительно благодаря изображению самого животного в пространстве) и светотени на телах коней при помощи использования разных оттенков цвета шерсти. На каждом из свитков присутствуют каллиграфические иероглифы на китайском, монгольском и манчжурском языках с кличками животных, информацией об их характеристиках и происхождении, а также небольшие стихотворения.
Почтовые марки с изображениями серии «Десять коней» выпустили в 1973 году в Тайбэе и в 2003 году в Того к зодиакальному году Лошади.

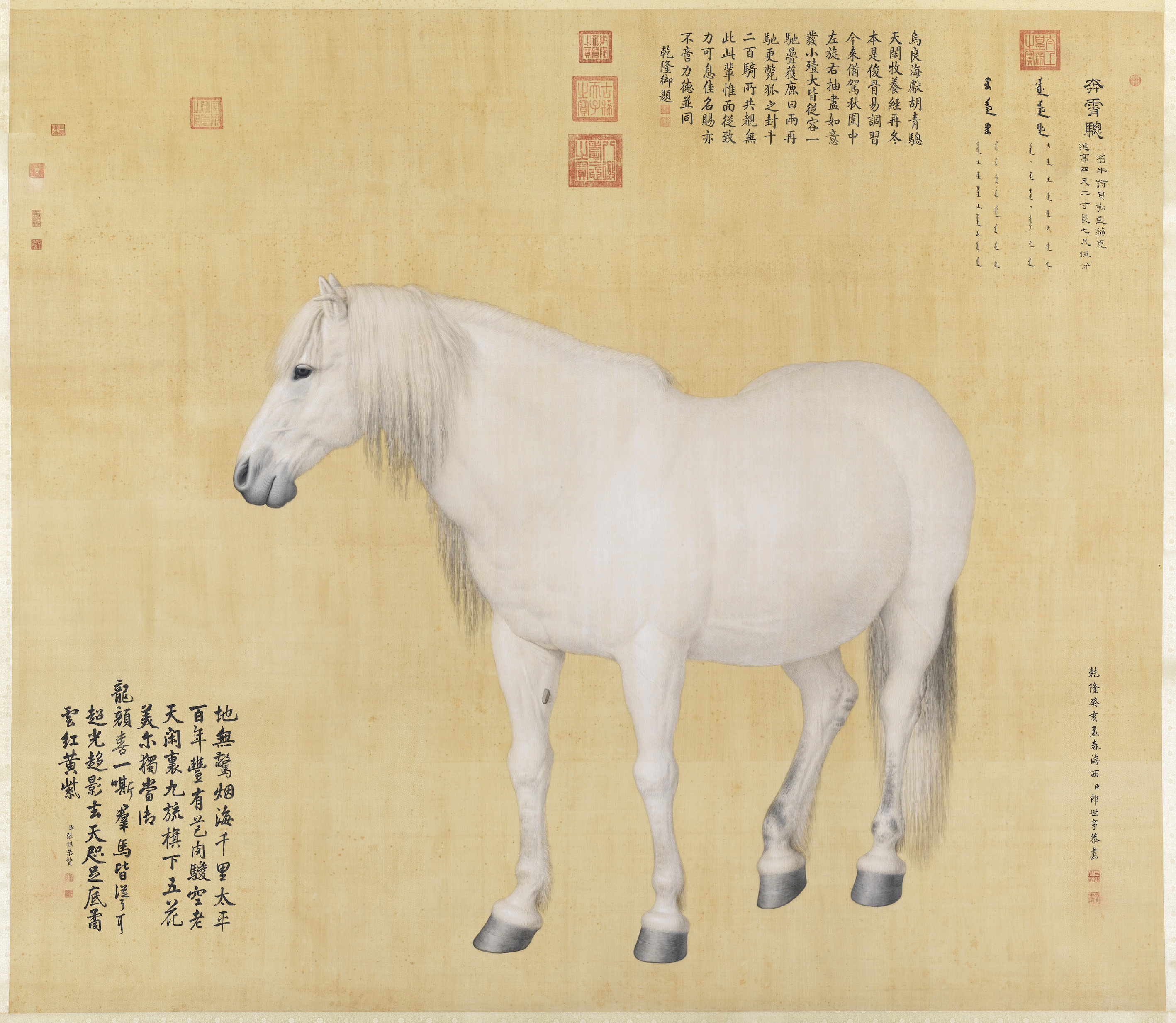
Бэньсяоцун (奔霄骢, 1743)
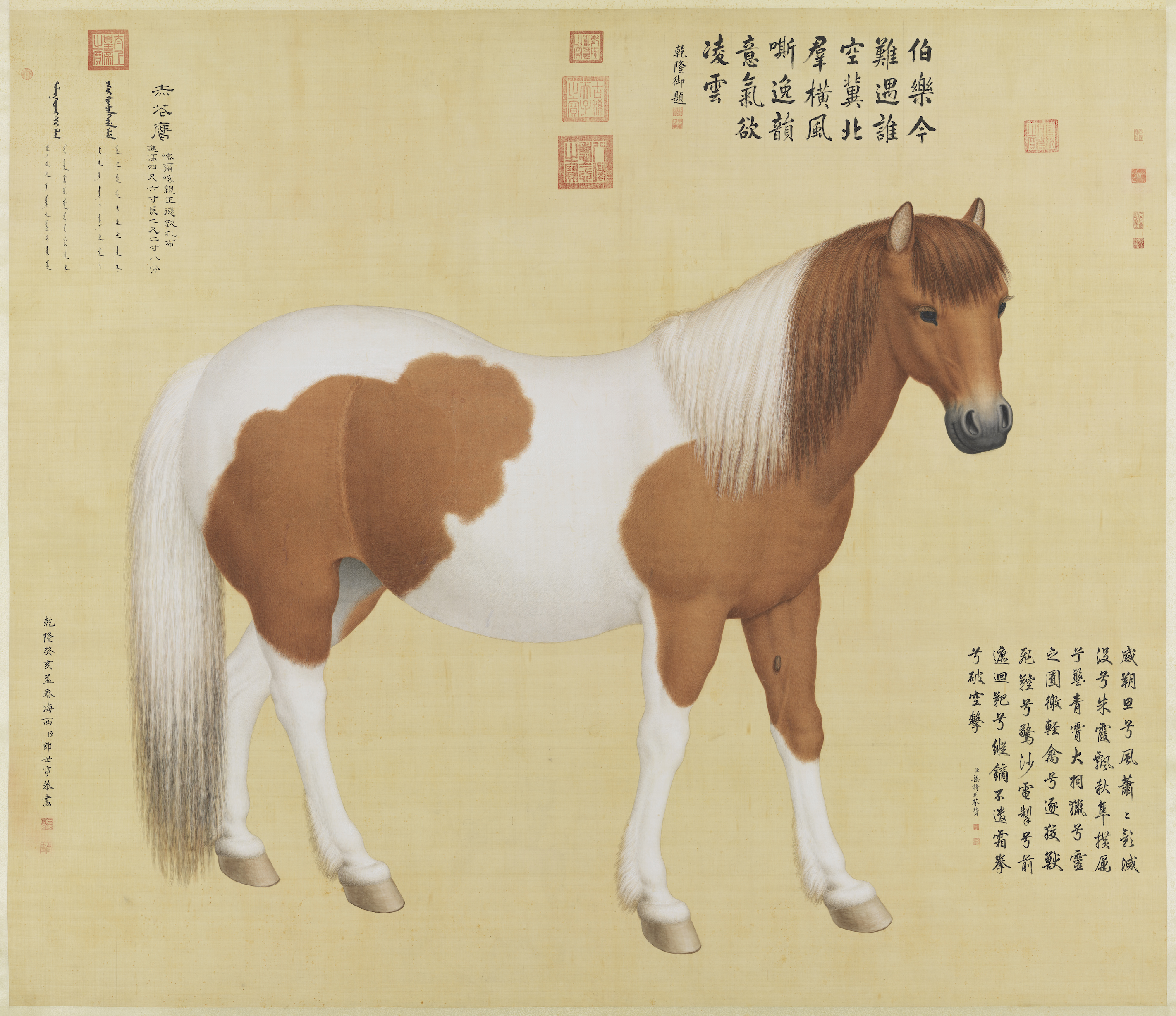
Чихуаин (赤花鹰, 1743)
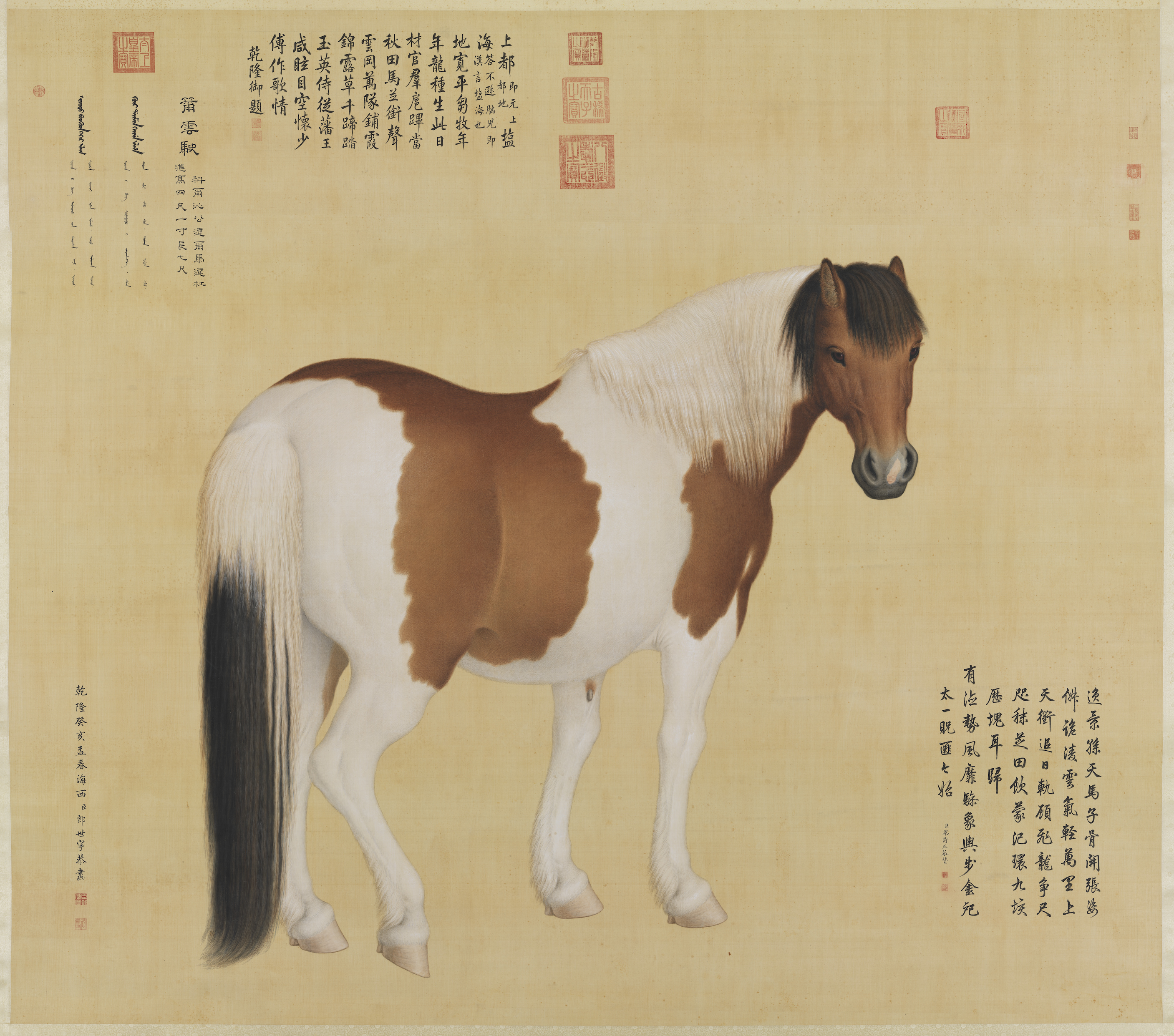
Неюньши (蹑云驶, 1743)
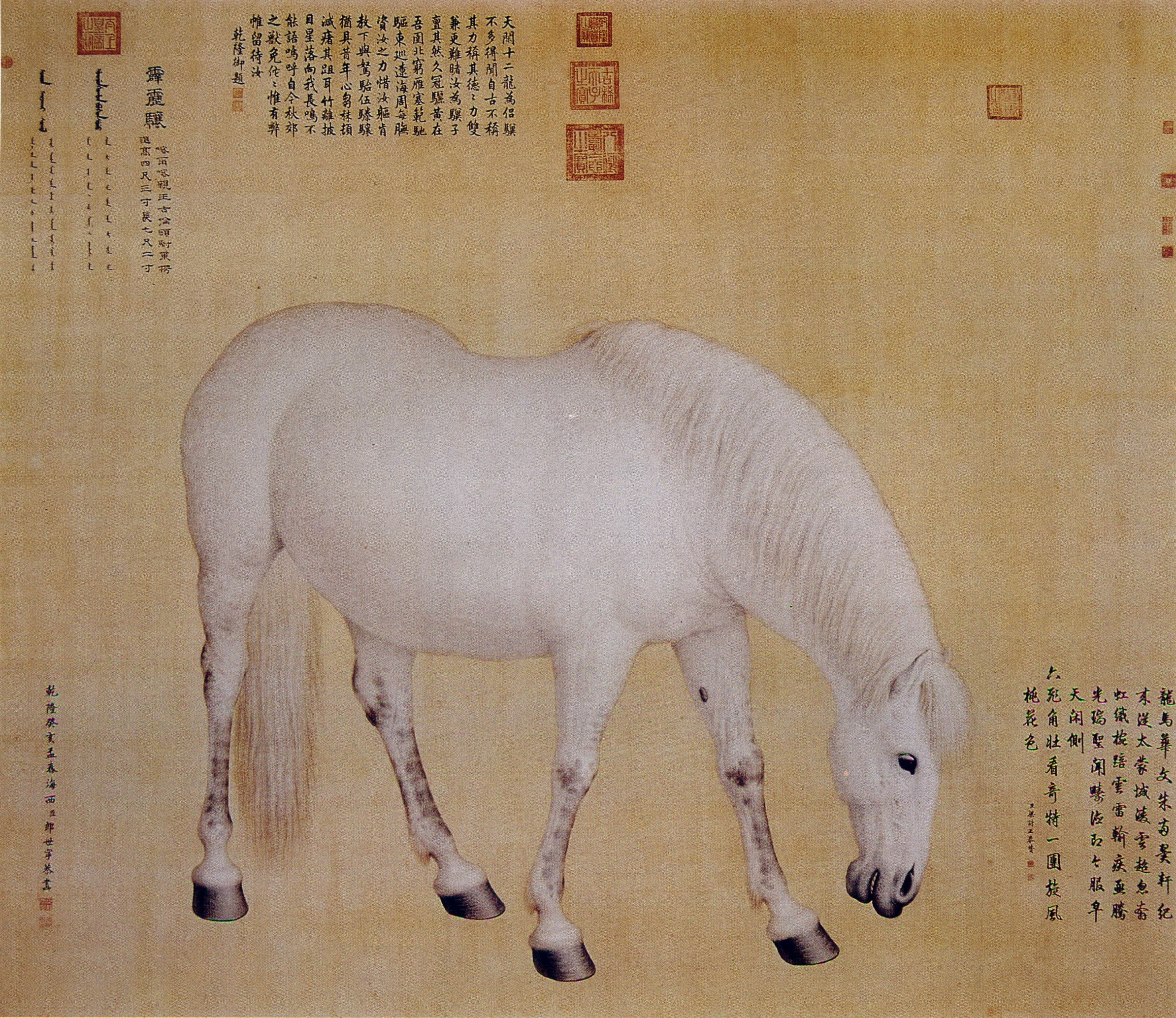
Пилисян (霹雳骧, 1743)
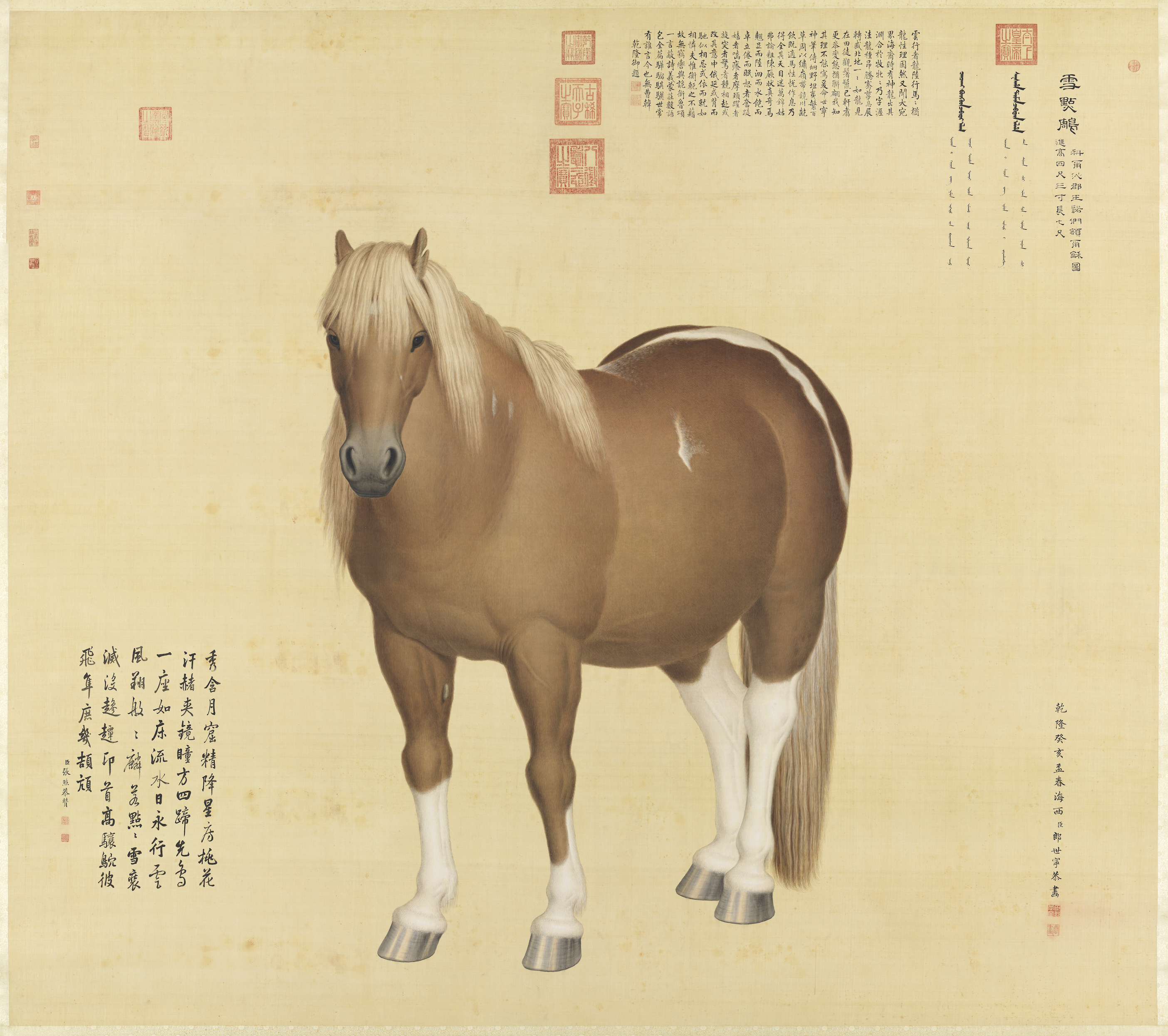
Сюэдяньдяо
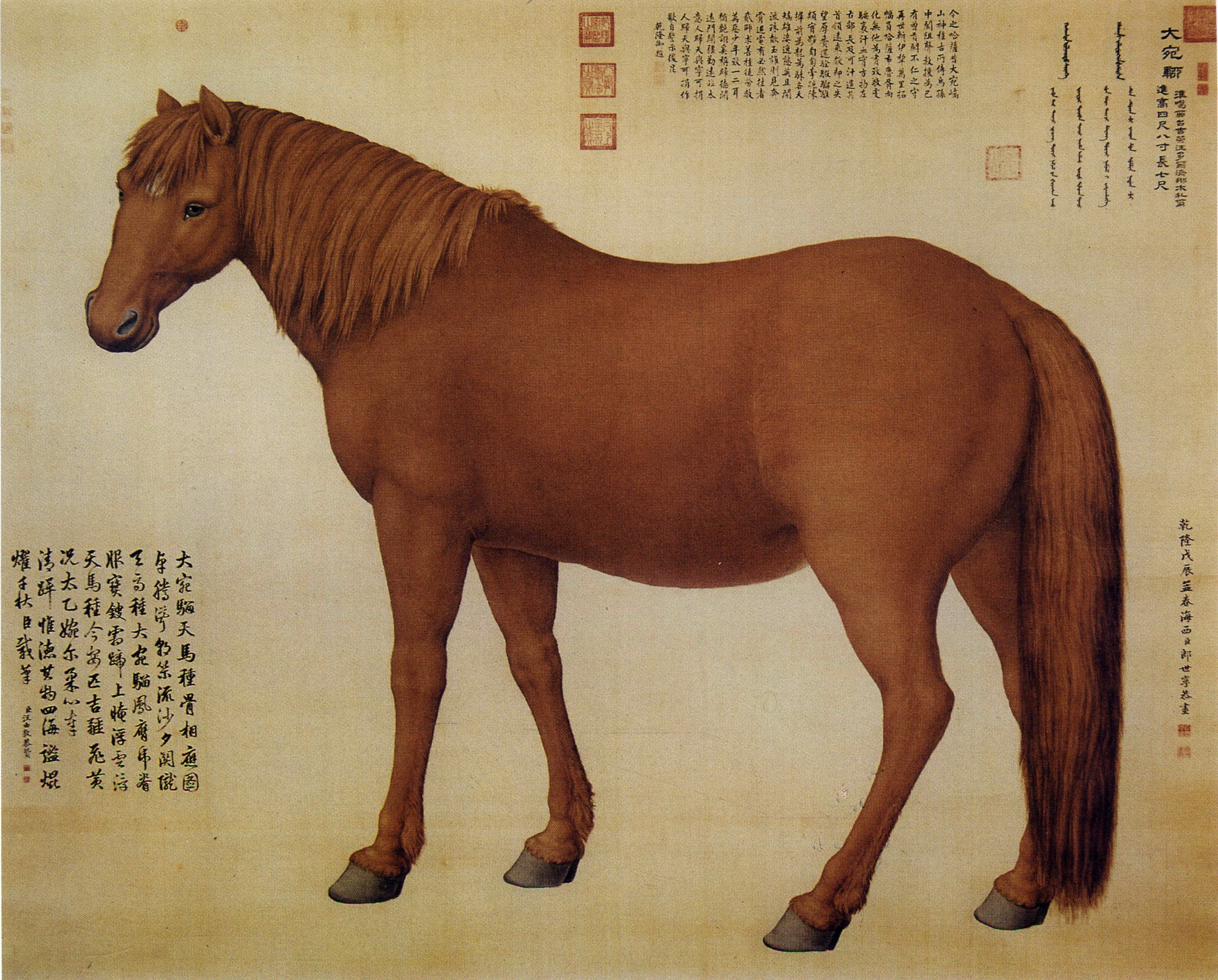
Даваньлю (大宛骝, 1748)
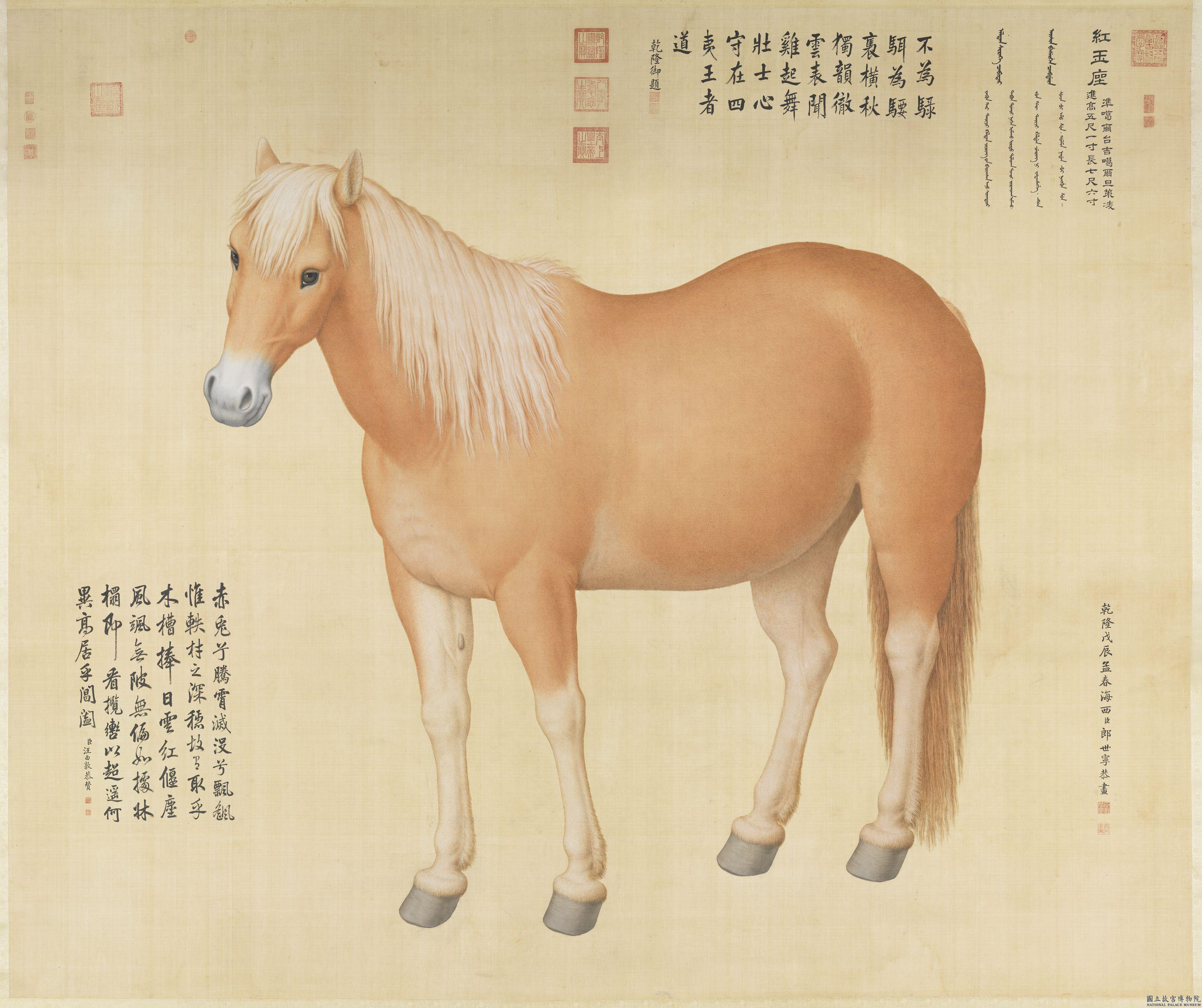
Хунюйцзо (红玉座, 1748)
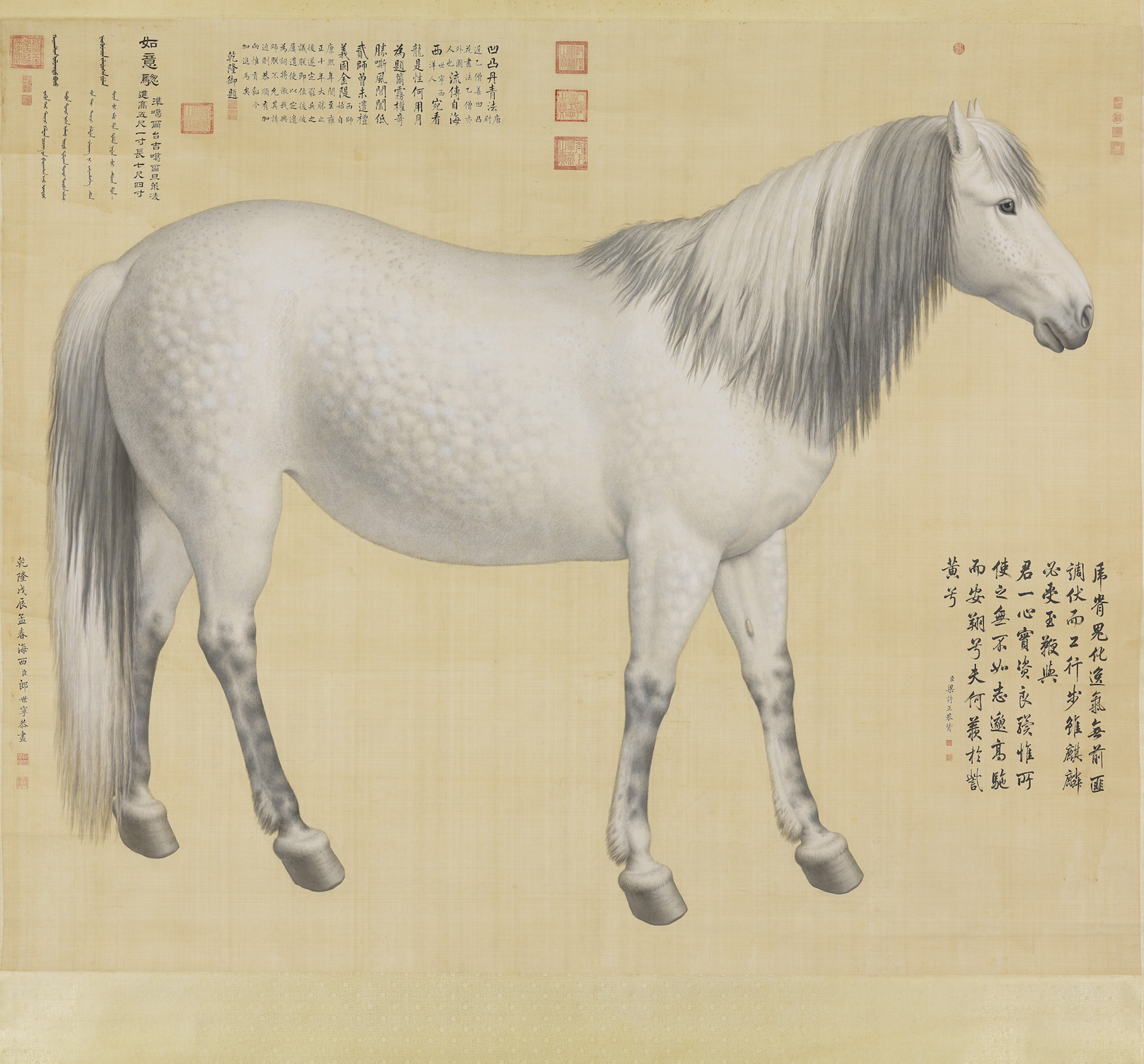
Жуицун (如意驄, 1748)